# Canariognapha
Canariognapha parwis es una especie de araña araneomorfa de la familia Gnaphosidae. Es la única especie del género monotípico Canariognapha.  

## Distribución
Es originaria de las Islas Canarias.